# Meticrane
Meticrane (INN) là một thuốc lợi tiểu.